# Storia del trapianto renale
La storia del trapianto renale inizia a metà del Novecento quando vennero eseguiti i primi interventi.

## Primordi
I primi trapianti renali nella storia furono realizzati agli inizi del Novecento. Nel 1902 Emerich Ullmann eseguì un autotrapianto su un cane e un xenotrapianto da cane a capra. Nel 1906 Mathieu Jaboulay eseguì un paio di xenotrapianti su uomo. Nel 1909 Ernst Imger eseguì il terzo e il quarto xenotrapianto renale.
Nel 1933 il chirurgo ucraino Yuriy Voronoy condusse il primo trapianto renale da uomo a uomo, tuttavia, non esistendo ancora adeguati studi sulla compatibilità dei tessuti e dei gruppi sanguigni, l'organo fu rapidamente rigettato. Voronoy eseguì, tra il 1933 e il 1949, altri quattro trapianti che ebbero un esito fallimentare.
Nel 1950 l'urologo Richard Lawler eseguì un trapianto su un paziente sofferente di insufficienza renale ma non allo stato terminale. Il rene trapiantato produsse urina per un breve tempo. Alcuni mesi dopo venne rimosso e, una volta espiantato, venne trovato rimpicciolito. La procedura di Lawler non ebbe alcuna rilevanza scientifica e la paziente in questione sopravvisse per diversi anni con i propri reni.
Siccome negli anni Cinquanta non esisteva alcun metodo per fermare il rigetto d'organo, gli scienziati dell'epoca credevano che le possibilità di trapiantare organi con successo fosse remota. Tuttavia la mancanza di un trattamento per l'uremia, all'epoca anche la dialisi muoveva i suoi primi passi, giustificava la continuazione degli esperimenti. Nel 1951 a Parigi furono eseguiti nove trapianti di reni, i cui donatori furono uomini condannati a morte e ghigliottinati. Gli organi trapiantati furono piazzati nelle pelvi e vascolarizzati con i vasi iliaci. Nessuno di questi organi funzionò. Nel 1952 all'Ospedale Necker di Parigi fu eseguito il primo trapianto di rene da donatore vivente: Marius Renard, un ragazzo di sedici anni ricevette l'organo dalla madre Gilberte; in questo caso il rene inizialmente funzionò, ma venne rigettato dopo tre settimane.
Al Peter Bent Brigham Hospital di Boston David Hume eseguì nove trapianti renali tra il 1951 e il 1953 con donatori morti durante un intervento. Eccetto in un caso di trapianto ortotopico, i reni vennero messi nella coscia anteriore con l'uretere fuori dal corpo. Alcuni pazienti furono trattati con l'ormone adrenocorticotropo, cortisone e testosterone. Solo quattro reni mostrarono una certa funzione, tre di loro durarono per un breve periodo di tempo, mentre uno per oltre cinque mesi.
Nonostante i risultati incoraggianti degli esperimenti fatti a Boston e a Parigi, gli scienziati credevano che l'allotrapianto renale, cioè da uomo a uomo, fosse impossibile da realizzarsi.

## Primi successi
Il 23 dicembre 1954 Joseph Murray eseguì il trapianto renale su Richard Herrick, il cui donatore era il gemello monozigote Ronald. L'operazione di Murray fu un successo perché riuscì ad aggirare il problema di rigetto d'organo. L'impatto del primo trapianto renale che ebbe un esito favorevole fu immediato e profondo, tanto che fece da stimolo a nuove ricerche trapiantologiche.
Nel 1955 Joan Main e Richmond Prehn dimostrarono, con esperimenti sui ratti, che i tessuti del donatore potevano essere accettati, indebolendo il sistema immunitario con l'irradiazione e inoculando cellule del midollo. Questo approccio indusse i team di Boston e Parigi a seguire questa strada per evitare il rigetto d'organo.
Nel 1958 Murray usò la tecnica Main-Prehn su una dozzina di trapiantati di rene, ma undici di loro morirono in circa un mese. L'unico sopravvissuto, al quale non venne inoculato il midollo osseo, riuscì a mantenere la funzione del rene donato dal gemello dizigote per una ventina di anni. Quest'ultimo fu un grande traguardo perché per la prima volta si riuscì a superare la barriera genetica nel trapianto d'organo. Cinque mesi dopo a Parigi Jean Hamburger, usando la stessa tecnica, eseguì con successo un trapianto renale con donatore gemello dizigote.
Nei due casi dei gemelli dizigoti, ci fu una speculazione che tra il donatore e il ricevente ci fosse stato uno scambio di cellule del sangue durante la gestazione, come nel caso dei gemelli bovini, studiati da Peter Medawar alcuni anni prima. Tuttavia Jean Hamburger e René Küss dimostrarono che ciò era superfluo dato che riuscirono ad eseguire quattro trapianti da donatori non gemelli. Questi pazienti furono trattati con l'irradiazione, ma non vennero inoculato il midollo osseo del donatore. L'esperienza francese diede un ulteriore stimolo a proseguire i trapianti renali.

## Farmaci immunosoppressori
A partire dall'inizio degli anni Sessanta la comunità scientifica iniziò ad indagare sull'eventuale possibilità di utilizzare i farmaci immunosoppressori in alternativa all'irradiazione totale del corpo. Nel 1960 Roy Calne e Charles Zukoski dimostrarono che il farmaco 6-MP prolungò la funzionalità dei reni trapiantati da cane a cane.
Nel 1963 a Washington si tenne il congresso del National Research Council, dove presenziarono i maggiori esperti di clinica dei trapianti dell'epoca. Murray comunicò i risultati dell'utilizzo dell'azatioprina per trattare il rigetto del rene trapiantato: uno su dieci sopravvisse ad un anno dal trapianto, gli altri nove morirono entro pochi mesi. All'apparenza sembrava che la terapia farmacologica non desse migliori risultati dell'irradiazione. Un'aria di sconforto sembrava sollevarsi sui partecipanti alla conferenza, alcuni dei quali si domandavano se si dovesse continuare gli esperimenti sui trapianti. Questo vento di tristezza venne spazzato via quando Thomas Starzl, ancora sconosciuto ai più, descrisse il suo protocollo immunosoppressivo, comprendente prednisone e azatioprina, che permetteva la sopravvivenza del rene trapiantato al 70% ad un anno.
L'impatto dei risultati di Starzl fu straordinario, così le prospettive dei trapianti cambiarono radicalmente. La maggior parte presenti alla conferenza di Washington vollero visitare la struttura di Starzl a Denver. Il protocollo di Starzl fu talmente rivoluzionario che nel giro di un anno, negli Stati Uniti, da soli tre, Boston, Denver e Richmond, diventarono operativi una cinquantina di centri trapianti renali.
Il primo trapianto renale in Italia fu eseguito il 3 maggio 1966 da Paride Stefanini, Carlo Umberto Casciani e Raffaello Cortesini presso l'Istituto di Patologia Clinica di Roma su Franca Tordini, una donna di trenta anni originaria di Assisi.

## Consolidamento
Nei decenni successivi ci fu un consolidamento del trapianto renale. A parte lo sviluppo dei nuovi farmaci come la ciclosporina e il tacrolimus, non ci furono innovazioni importanti. Tuttavia ci furono progressi che furono utili alla pratica clinica tra cui l'istocompatibilità dei tessuti e la conservazione dell'organo.
La ciclosporina fu il farmaco immunosoppressivo d'elezione per trattare il rigetto d'organo negli ultimi due decenni del Novecento, sostituito successivamente dal tacrolimus.